# ブラッドリー・ロード
ブラッドリー・ロード（英語: Bradley Lord、1939年8月22日 - 1961年2月15日）は、アメリカ合衆国、スワンプスコット出身のフィギュアスケート選手（男子シングル）。
1961年2月15日、プラハで開催予定の世界選手権に向かう際、搭乗した飛行機の墜落事故に遭い死去（詳細はサベナ航空548便墜落事故）。

## 主な戦績
| 大会/年    | 1958-59 | 1959-60 | 1960-61 |
| ---------- | ------- | ------- | ------- |
| 世界選手権 |         | 6       |         |
| 全米選手権 | 4       | 4       | 1       |
| 北米選手権 |         |         | 2       |